# Pyrola decorata
Pyrola decorata är en ljungväxtart som beskrevs av Heinrich Andres. Pyrola decorata ingår i släktet pyrolor, och familjen ljungväxter. Inga underarter finns listade i Catalogue of Life.